# Bernard Fox (IRA-Mitglied)
Bernard Fox (* 1951 in Belfast, Nordirland) ist ein früheres Mitglied des Army Council der Provisional Irish Republican Army (IRA), das am Irischen Hungerstreik von 1981 teilnahm.

## Frühes Leben
Bernard Fox war ein Lehrling zur Ausbildung in der Falls Road in Belfast, der 1969 in die IRA eintrat. Er erklärte seine Motivation zu dieser Mitgliedschaft in einem Interview im Jahr 1998 mit den Irish News:

“I was almost shot in a gun attack at Norfolk Street. I came away wanting a gun. It was survival. You wanted to protect your own people … my family and myself. When the barricades went up I wanted a gun so I approached this fella who was in the IRA and asked for gun and he said: could I shoot a British soldier? At that time I hadn't the idea that it was the British government's fault.”

„Ich wurde beinahe in der Norfolk Street bei einer Schießerei erschossen. Ich kam davon und wollte ein Gewehr, um zu überleben. Du willst deine eigenen Leute schützen […] meine Familie und mich selbst. Als die Barrikaden errichtet wurden, wollte ich ein Gewehr haben und deshalb ging ich zu den Leuten in der IRA und fragte nach einem Gewehr und man fragte mich: Kannst du auf einen britischen Soldaten schießen? Zu dieser Zeit hatte ich noch keine Vorstellung, dass die britische Regierung an den Verhältnissen Schuld hatte.“

## Gefangenschaft
1981 wurde Fox wegen Sprengstoffbesitzes und einem Bombenanschlag auf ein Hotel zu einer Haftstrafe von 12 Jahren verurteilt. Im Maze Prison nahm er ab dem 24. August am Hungerstreik von 1981 teil, als er den Platz von Patrick Quinn einnahm, der den Streik nach Intervention seiner Familie beendet hatte. Fox beendete seinen Hungerstreik nach 32 Tagen am 24. September 1981, nachdem ein Arzt ihm erklärt hatte, dass bei einer Fortsetzung seines Hungerstreiks seine Niere innerhalb von Tagen zerstört sein würde.
Wegen seiner Aktivitäten in der IRA wurde Fox viermal inhaftiert und war über 20 Jahre inhaftiert. 1998 wurde er im Rahmen des Good Friday Agreement als Resultat des Friedensprozesses in Nordirland entlassen.

## Nach Gefangenschaft
An Ostern 2001 war Fox der Sprecher der Gedenkfeier zum 85. Jahrestag des Osteraufstands in Dublin und fragte sich selbst:

“after spending nearly 22 years in jail, one of the questions I'm most frequently asked is 'was it worth it'? I can't answer that question. History will answer that. The question is phrased in the past tense. It's not over. The struggle continues and will continue until the British are out of Ireland.”

„Nachdem ich fast 22 Jahre im Gefängnis war, ist eine der mir am häufigsten gestellten Fragen: War es das wert? Ich kann diese Frage letztendlich nicht beantworten; die Geschichte wird die Antwort geben. Die Frage ist in der Vergangenheitsform formuliert. Es ist nicht vorbei. Der Kampf geht weiter und wird fortgesetzt, bis die Briten aus Irland raus sind.“

2005 wurde Fox Mitglied des Army Councils der IRA und ersetzte Brain Keenan, der wegen Krankheit ausschied. Fox trat im September 2006 zurück und beschuldigte die Sinn-Féin-Führung um Gerry Adams und Martin McGuinness, die IRA in „undemokratischer“ Weise zu kontrollieren. Fox trat der unabhängigen republikanischen Gruppe Éirígí bei.
Im Januar 2007 wurde Fox bei der Rückkehr von einem Familienurlaub auf dem Belfast International Airport von zwei Personen festgehalten, die sich als Mitglieder des britischen Geheimdienstes MI5 zu erkennen gaben. Sie verweigerten es Fox, einen Anwalt hinzuziehen. Fox machte eine formelle Eingabe über diese Angelegenheit beim Investigatory Powers Tribunal, das nach dem Regulation of Investigatory Powers Act 2000 für die Untersuchung von Beschwerden gegen den MI5 und andere gesetzliche Stellen zuständig ist.